# Fizička svojstva kristala
Osnovni interes fizike čvrstog stanja (tj. kristalne fizike) su promatranja fizičkih svojstava materijala u odnosu na njihovu kristalografsku orijentaciju. Materijali mogu imati izotropna i anizotropna svojstva. 
Izotropna svojstva ne ovise o smjeru i određena su samo brojčanom vrijednošću. To su dakle skalari. Izotropna svojstva materijala su: masa, gustoća, specifična toplina, energija kristalne rešetke, talište, točka fazne transformacije (npr. kvarc ima svoj visokotemperaturni i niskotemperaturni stupanj kristalizacije).
Anizotropna svojstva su vektori, a određeni su veličinom i smjerom. Ta svojstva mogu biti:
- vektorska (univektorska) - imaju različite vrijednosti u smjeru i u protusmejru (brzina rasta krsitala, magnetizam, piezoelektricitet, piroelektricitet, figure jetkanja plohe kristala);
- tenzorska (divektorska) - imaju jednake vrijednosti u smjeru i protusmjeru (tvrdoća, lom, kalavost, lučenje, elastičnost, toplinsko stezanje i rastezanje, toplinska i električna vodljivost, brzina širenja valovitih gibanja kroz kristal (svjetlost, zvuk).

Treba strogo razlikovati karakteristike monokristala od karakteristika kristalnih agregata. 